# Étoile à neutrons
Ne doit pas être confondu avec Proto-étoile à neutrons.

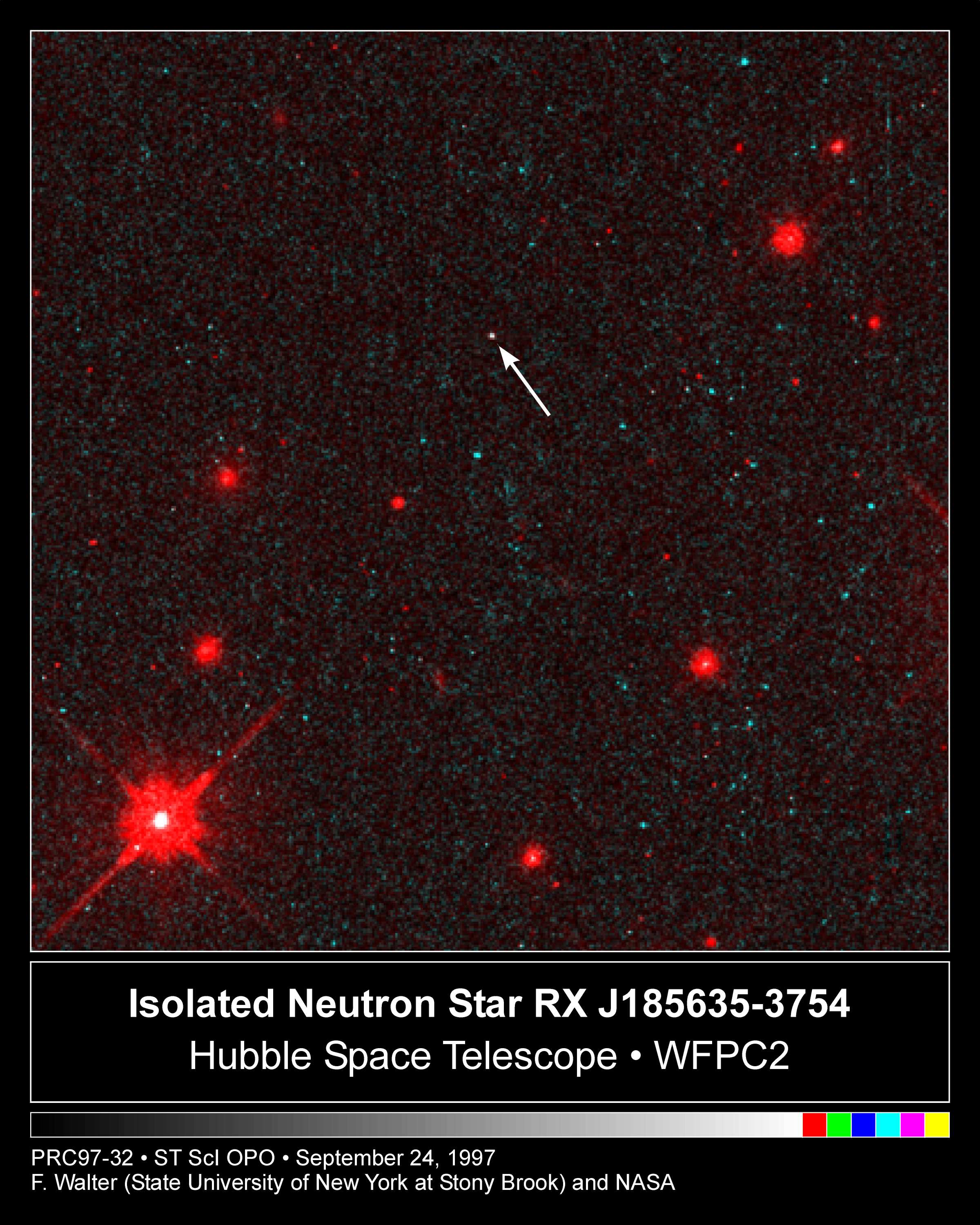
RX J1856.5-3754, une étoile à neutrons isolée proche du Système solaire, dont l'émission de surface est vue par le télescope spatial Hubble.

Une étoile à neutrons est un astre principalement composé de neutrons maintenus ensemble par les forces de gravitation. De tels objets sont le résidu compact issu de l'effondrement gravitationnel du cœur de certaines étoiles massives lorsque celles-ci ont épuisé leur combustible nucléaire.
Une étoile à neutrons est le noyau effondré d’une étoile supergéante massive, ou supernova à effondrement de cœur, qui avait une masse totale comprise entre 8 et 40 masses solaires.
L'étoile à neutrons est souvent comparée à un noyau atomique géant, composé aussi de nucléons et dont la densité est comparable. Cependant, elle est aussi très différente : sa cohésion est due à la gravitation plutôt qu'à l'interaction forte qui a plutôt un rôle répulsif à cette densité, empêchant l'étoile de s'effondrer davantage. De plus, une étoile à neutron est structurée en couches de composition et de densité différentes, contrairement à un noyau atomique.
Une étoile à neutrons peut présenter différents aspects. Si elle tourne rapidement sur elle-même et qu'elle possède un puissant champ magnétique, elle projette alors le long de son axe magnétique un mince pinceau traversant ou pas de radiations, et un observateur placé approximativement dans la direction de cet axe observera une émission pulsée par un effet de phare, appelée pour cette raison pulsar. Une étoile à neutrons située dans un système binaire peut arracher de la matière à son étoile compagnon et donner lieu à une émission pulsée ou continue dans le domaine des rayons X et gamma. Isolée et sans son émission pulsée, une étoile à neutrons est nettement plus difficile à détecter car seule l'émission thermique de sa surface est éventuellement décelable. Il est également possible de repérer une coalescence de deux étoiles à neutrons ou d'une étoile à neutrons avec un trou noir grâce aux ondes gravitationnelles.
Près de 3 000 étoiles à neutrons sont connues en 2019, la majeure partie — plus de 2 700 — étant détectée sous la forme de pulsars, l'autre sous la forme de sources de rayons X (principalement binaires X ou plus rarement par leur émission de surface). Leur étude permet de reconstituer certains aspects de la physique des étoiles à neutrons.

## Historique
Le concept d'étoiles à neutrons est né immédiatement après la découverte du neutron en 1932 par James Chadwick. Le physicien Lev Landau proposa alors qu'il puisse exister des astres presque entièrement composés de neutrons et dont la structure serait déterminée par un effet de mécanique quantique appelé pression de dégénérescence, à l'instar d'une autre classe d'astres, les naines blanches dont la structure est déterminée par la pression de dégénérescence des électrons. Deux ans plus tard, en 1934, les astronomes Walter Baade et Fritz Zwicky eurent l'intuition que le passage d'une étoile ordinaire hypermassive à une étoile à neutrons libérerait une quantité considérable d'énergie et donc de rayonnement électromagnétique, donnant l'illusion de l'allumage d'un astre nouveau. Ils proposèrent alors le terme de « super-nova » pour décrire ce phénomène, par opposition au phénomène de nova bien documenté et largement moins énergétique, terme finalement transformé en « supernova ». 
L'étude des étoiles à neutrons n'a pris son essor qu'à partir de leur phénomène d'émission pulsée les révélant sous la forme de pulsar. Le premier pulsar découvert fut PSR B1919+21 en 1967, par Jocelyn Bell, alors étudiante d'Antony Hewish. Le lien entre pulsar et étoiles à neutrons fut fait presque immédiatement par l'identification d'un pulsar au sein de la Nébuleuse du Crabe, le rémanent de la supernova historique SN 1054, prouvant ainsi que les étoiles à neutrons étaient effectivement produites lors de l'explosion de supernovæ. Par la suite, de nombreux autres pulsars furent découverts au sein de rémanents de supernovæ. Cependant, la durée de vie d'un rémanent de supernova avant sa dispersion dans le milieu interstellaire est nettement plus brève que la durée pendant laquelle l'émission pulsée de l'étoile à neutrons est observable. Aussi la plupart des pulsars ne sont pas associés à un rémanent.

## Formation
Une étoile à neutrons se forme à la suite de l'effondrement d'une étoile ayant une masse trop grande pour se transformer en une naine blanche, mais trop petite pour donner naissance à un trou noir. Quand l'hydrogène, l'hélium, le carbone, le néon, l'oxygène et le silicium ont accompli une majeure partie de leur fusion nucléaire, l'étoile est principalement constituée de fer (incapable de fusionner), la pression ne peut plus équilibrer la gravité : le noyau de l'étoile se contracte, ses constituants se transforment en neutrons et l'on atteint un nouvel équilibre pression-gravité. L'équilibre résulte de la pression de l'interaction forte entre les nucléons, qui est répulsive à ce niveau de densité.
L'effondrement s'accompagne d'une explosion des couches externes de l'étoile, qui sont complètement disloquées et rendues au milieu interstellaire, phénomène appelé supernova. Le résidu compact n'a d'étoile que le nom : il n'est plus le siège de réactions nucléaires et sa structure est radicalement différente de celle d'une étoile ordinaire. Sa masse volumique est en effet extraordinairement élevée, de l'ordre de mille milliards de tonnes par litre, et sa masse comprise dans une fourchette très étroite, entre 1,4 et 3,2 fois la masse du Soleil (voir masse de Chandrasekhar). Ainsi, une étoile à neutrons est une boule de seulement 20 à 40 kilomètres de diamètre.
À leur naissance, les étoiles à neutrons sont dotées d'une vitesse de rotation très élevée, de plusieurs dizaines de tours par seconde. Elles possèdent également un champ magnétique très intense, allant jusqu'à 1011 teslas. Leur intérieur est également très atypique, étant principalement composé de neutrons à l'état superfluide et en proportions plus modestes, de protons et d'électrons. Le milieu est supraconducteur. La région la plus centrale d'une étoile à neutrons est actuellement mal connue du fait de sa densité très élevée. Elle peut être composée de neutrons ou de formes de matière plus exotiques ; c'est en fait un état inconnu non actuellement déterminé en physique.

## Structure

Structure d'une étoile à neutrons. Les densités sont exprimées en termes de ρ0, la densité de saturation de la matière nucléaire (quand les nucléons sont en contact) : ρ0 ≈ 0,17 nucléon/fm3.

Comme dans tout astre, la densité d'une étoile à neutrons augmente à mesure que l'on s'approche du centre. On distingue ainsi dans une étoile à neutrons plusieurs couches, selon la densité et les propriétés de la matière qui les compose.
- À la surface, on parle d’atmosphère ou plus rarement d’océan pour désigner la couche de quelques centimètres à près d'un mètre où la matière est partiellement ou quasiment liquide, bien que de densité très élevée.
- En dessous existe la croûte externe, composée de la même matière que l'intérieur d'une naine blanche, c'est-à-dire des noyaux atomiques très fortement ou totalement ionisés et d'électrons libres. Quand la densité augmente, sont favorisées des réactions de fusion entre protons des noyaux atomiques et électrons libres qui forment des neutrons. Ceci a pour conséquence d'enrichir les noyaux atomiques en neutrons par rapport à leur état à basse densité. Ainsi peuvent se former des noyaux atomiques étranges tels le nickel 62 (à 2 × 108 g cm−3), du zinc 80 (à 5 × 1010 g cm−3), puis du krypton 118 (à 4 × 1011 g cm−3).
- Au-delà d'une densité de 4,3 × 1011 g cm−3, les noyaux deviennent trop riches en neutrons. Une partie de leurs neutrons s'échappe des noyaux, en formant un fluide supplémentaire. La matière est donc composée de noyaux très riches en neutrons, d'électrons de moins en moins nombreux et de neutrons libres. C'est la croûte interne.
- Au-delà d'une densité de 1,7 × 1014 g cm−3, les noyaux atomiques achèvent de se dissoudre. On a alors un mélange de fluides de neutrons, protons et électrons, ces derniers étant nettement minoritaires par rapport aux neutrons. Des muons peuvent également être présents en sus des électrons. Cette région est appelée noyau externe.
- Si la densité centrale dépasse les 3 × 1015 g cm−3, il devient difficile voire impossible de connaître avec précision l'état de la matière. On est alors dans la région du noyau interne. Les modifications tiennent essentiellement à une réorganisation des constituants internes des neutrons et des protons, appelés quarks. Ces particules existent dans les protons et neutrons sous deux formes, appelées u (de l'anglais « up », doté d'une charge électrique égale aux 2/3 de celle du proton) et d (pour « down », charge électrique de -1/3). Un proton possède trois quarks uud et un neutron trois quarks udd. Il est possible qu'à très haute densité d'autres états de quarks puissent exister de façon stable, comme sous la forme de condensats de pions ou de kaons (possédant chacun un quark et un antiquark), et un plasma de quarks libres de gluons (les gluons sont les particules véhiculant l'interaction forte, à laquelle sont soumis les quarks). Il est également possible qu'un autre type de quark, dit s (pour l'anglais strange, « étrange ») existe dans des combinaisons de trois quarks, on parle alors d'hypérons. De telles configurations sont parfois appelées étoile étrange (quand le quark s joue un rôle) ou étoile à quarks (quand une phase de quarks libres se développe).

Il n'est bien sûr pas possible d'avoir un accès direct aux régions internes des étoiles à neutrons. Cependant, certaines propriétés peuvent être mises en évidence par l'observation, comme la mesure de la masse, du rayon d'une étoile à neutrons, ou d'une combinaison de ces deux quantités.
D'autres phénomènes, comme le ralentissement des pulsars, et de brusques variations de leur vitesse angulaire (appelés glitches) permettent également de déterminer l'ordre de grandeur de leur champ magnétique, ainsi que de prouver que leur intérieur est superfluide.
Les étoiles à neutrons sont des objets extrêmement sphériques. Le champ de gravitation est si intense que les montagnes ne peuvent pas excéder quelques centimètres de hauteur sous peine de s'effondrer sous leur poids. Dans le cas d'étoiles binaires, il est envisagé que des montagnes entre 10 centimètres et 1 mètre de hauteur se forment et soient stabilisées aux pôles magnétiques de l'étoile à neutron.

### Structure interne

#### La croûte
La croûte d'une étoile à neutrons correspond à la région principalement composée de noyaux atomiques.

##### État fondamental de la matière dense (croûte externe)
Un aperçu de la structure de la croûte peut être donné en calculant l'état de plus basse énergie de la matière à haute pression. Tant que celle-ci n'est pas trop élevée (voir ci-dessous), l'état le plus stable est a priori un cristal de noyaux atomiques tous identiques. Sous sa forme la plus compacte, le cristal est de type cubique centré. On sait qu'à pression nulle, ce cristal est composé de noyaux de fer 56 (c'est-à-dire composé de 26 protons et 30 neutrons). Leur masse volumique est de 7,86 grammes par centimètre cube. À mesure que l'on augmente la pression la composition du noyau le plus stable est susceptible de changer, principalement pour la raison suivante : si l'on considère une maille élémentaire du cristal, celui-ci contient un noyau, possédant Z protons et A nucléons, ainsi que Z électrons (pas nécessairement liés au noyau, celui-ci étant susceptible d'être ionisé), alors l'équation donnant le potentiel chimique μ d'un des A nucléons s'écrit :
{\displaystyle A\mu =W(A,Z)+Z\mu _{e}},
μe étant le potentiel chimique des électrons et W l'énergie de noyau, incluant son énergie de masse et son énergie de liaison.
Cette équation se réécrit :
{\displaystyle \mu ={\frac {W(A,Z)}{A}}+{\frac {Z}{A}}\mu _{e}}.
Les électrons vont assez vite pour ne plus être liés aux noyaux : les électrons étant des fermions, le nombre de ceux-ci ayant une basse énergie est limité, et la pression aidant, la quasi-totalité d'entre eux acquièrent une énergie suffisante pour ne plus être liés au noyau. Les électrons se comportent ainsi comme un gaz de Fermi. Dans un tel gaz, la dépendance du potentiel chimique avec la pression P est connue, en l'occurrence on a {\displaystyle \mu _{e}\propto P^{\frac {1}{4}}}. Le phénomène d'enrichissement en neutrons de la matière dense peut alors s'expliquer ainsi : passer d'un noyau (A, Z) à un noyau (A', Z') peut se faire même si l'énergie de liaison par nucléon du second noyau est moindre, dans l'hypothèse où la baisse du rapport Z/A en facteur de la contribution au potentiel chimique des électrons la compense.
La difficulté de la méthode ci-dessus réside dans celle du calcul de l'énergie W du noyau. Celle-ci peut être obtenue expérimentalement pour des noyaux relativement stables, mais nécessite au bout d'un moment de faire appel à l'extrapolation de formules établies, ou alors à des calculs complexes de physique nucléaire. Doit en particulier être pris en compte le fait qu'un noyau atomique peut être décrit par un formalisme appelé modèle en couches, qui révèle que certaines valeurs pour le nombre de protons et de neutrons, appelées nombres magiques confèrent une meilleure stabilité aux noyaux, à l'instar des atomes qui sont chimiquement plus stables quand ils comportent un certain nombre d'électrons (c'est la fameuse série de gaz rares, avec dans l'ordre 2, 10, 18, 26, 54, 86 électrons pour respectivement l'hélium, le néon, l'argon, le krypton et le radon). En physique nucléaire, les nombres magiques sont 2, 8, 20, 28, 50, 82, 126. Il existe également des « sous-couches » relativement stables, notamment celle à 40 neutrons ou protons. Les calculs de la configuration la plus stable des noyaux remonte à 1971, avec un travail désormais classique de Gordon Baym, Christopher Pethick (de) et Peter Sutherland, et a été amélioré par la suite par Pawel Haensel et ses collaborateurs. Les calculs révèlent ainsi qu'à partir d'une masse volumique de 7,96 × 106 grammes par centimètre cube, l'état le plus stable est d'abord composé de noyaux de nickel, à 28 protons (un des nombres magiques). Ces noyaux de nickel ont au départ 62 nucléons (soit 34 neutrons), et s'enrichissent de 2, puis quatre neutrons supplémentaires (nickel 66). Passé 1,49 × 109 g cm−3, l'état le plus stable est formé de noyaux à 50 neutrons, s'appauvrissant progressivement en protons, allant du krypton 86 (36 protons) au nickel 78 (28 protons, ce noyau est stabilisé par le fait que le nombre de neutrons et protons est à chaque fois un nombre magique). Ce noyau est le plus neutronisé à avoir été obtenu en laboratoire. La suite des prédictions, quand la masse volumique dépasse les 9,64 × 1010 g cm−3 est plus incertaine, en l'absence de données expérimentales. Il semble que le nouvel état le plus stable fasse appel à des noyaux à 82 neutrons, s'appauvrissant progressivement en protons. Le premier de la liste est le ruthénium 126 (44 protons et 82 neutrons), et le dernier le krypton 118 (36 protons et 82 neutrons).
Les incertitudes sur cette dernière partie sont non négligeables, Pawel Haensel ayant fait remarquer qu'il était possible que ce soit une configuration avec une sous-couche de 40 protons (zirconium) qui soit préférée.
Le tableau ci-dessous résume la succession des noyaux supposés les plus stables à mesure que la densité de la matière augmente.
| Élément et nombre de nucléons (A) | Nombre de protons (Z) | Nombre de neutrons (N) | Z / A  | Masse volumique maximale (g cm−3) | Saut en densité par rapport à l'état précédent (%) |
| --------------------------------- | --------------------- | ---------------------- | ------ | --------------------------------- | -------------------------------------------------- |
| Fer 56                            | 26                    | 30                     | 0,4643 | 7,96 × 106                        | -                                                  |
| Nickel 62                         | 28                    | 34                     | 0,4516 | 2,71 × 108                        | 2,9                                                |
| Nickel 64                         | 28                    | 36                     | 0,4375 | 1,30 × 109                        | 3,1                                                |
| Nickel 66                         | 28                    | 38                     | 0,4242 | 1,48 × 109                        | 3,1                                                |
| Krypton 86                        | 36                    | 50                     | 0,4186 | 3,12 × 109                        | 2,0                                                |
| Sélénium 84                       | 34                    | 50                     | 0,4048 | 1,10 × 1010                       | 3,3                                                |
| Germanium 82                      | 32                    | 50                     | 0,3902 | 2,80 × 1010                       | 3,6                                                |
| Zinc 80                           | 30                    | 50                     | 0,3750 | 5,44 × 1010                       | 3,9                                                |
| Nickel 78                         | 28                    | 50                     | 0,3590 | 9,64 × 1010                       | 4,3                                                |
| Rubidium 126                      | 44                    | 82                     | 0,3492 | 1,29 × 1011                       | 4,0                                                |
| Molybdène 124                     | 42                    | 82                     | 0,3387 | 1,88 × 1011                       | 3,0                                                |
| Zirconium 122                     | 40                    | 82                     | 0,3279 | 2,67 × 1011                       | 3,2                                                |
| Strontium 120                     | 38                    | 82                     | 0,3167 | 3,79 × 1011                       | 3,4                                                |
| Krypton 118                       | 36                    | 82                     | 0,3051 | 4,33 × 1011                       | 3,6                                                |

Ce type de structure cristalline existe jusqu'à environ 4,33 × 1011 g cm−3, moment où l'état le plus stable n'est plus un cristal de noyaux baignant dans un liquide d'électrons, mais un mélange noyau-neutrons libres-électrons. Cette transition est traditionnellement appelée point de fuite neutronique, car c'est le moment où il devient thermodynamiquement avantageux pour les neutrons de diffuser en dehors des noyaux.

## Détermination des masses et rayons des étoiles à neutrons
Il est difficile de déterminer la masse d'une étoile à neutrons isolée. En revanche, si celle-ci fait partie d'un système binaire, il est possible de connaître sa masse par l'étude de son orbite. En pratique cela n'est faisable de façon robuste que si l'on a un système très serré de deux étoiles à neutrons et que l'on observe l'émission pulsée de l'une d'entre elles (voire les deux). De tels systèmes sont appelés pulsars binaires, ou pulsars doubles quand on observe l'émission pulsée des deux astres. Dans de telles configurations, il est possible de déterminer la masse des deux astres, en raison d'effets dus à la relativité générale qui dépendent de diverses combinaisons des deux masses. La prise en compte de ces effets relativistes appelés pour des raisons évidentes paramètres post-képlériens est ici indispensable, car en ne tenant compte que des effets de gravitation universelle, un seul paramètre appelé fonction de masse est déterminable, celui-ci ne donnant que peu d'information sur les deux masses. En tenant compte des corrections de relativité générale, les paramètres post-képlériens permettent de contraindre les masses de ces objets.

### Masses

#### Précession relativiste du périastre
Le phénomène de précession du périastre est dû à la relativité générale. Celui-ci a été la première confirmation observationnelle de la relativité générale quand Albert Einstein le calcula pour la planète Mercure pour laquelle il montra qu'il expliquait les irrégularités alors inexpliquées de son orbite. Pour un système binaire dont les composantes possèdent les masses M1 et M2 et dont l'orbite a une excentricité e et une période Pb, la précession relativiste du périastre {\displaystyle {\dot {\omega }}} s'écrit :
{\displaystyle {\dot {\omega }}={\frac {3}{1-e^{2}}}T_{\odot }^{\frac {2}{3}}\left({\frac {P_{\rm {b}}}{2\pi }}\right)^{-{\frac {5}{3}}}\left({\frac {M_{1}+M_{2}}{M_{\odot }}}\right)^{\frac {2}{3}}},
où on a introduit la quantité {\displaystyle T_{\odot }} correspondant au temps caractéristique associé au rayon de Schwarzschild d'un objet d'une masse solaire, soit :
{\displaystyle T_{\odot }={\frac {GM_{\odot }}{c^{3}}}\simeq 4,\!95\mu {\rm {s}}}.
(G est la constante de gravitation, c la vitesse de la lumière et M☉ la masse du Soleil, soit environ 2 × 1030 kg.) La précession peut se réécrire :
{\displaystyle {\dot {\omega }}\simeq {\frac {0,\!2}{1-e^{2}}}\left({\frac {P_{\rm {b}}}{1\,{\rm {j}}}}\right)^{-{\frac {5}{3}}}\left({\frac {M_{1}+M_{2}}{M_{\odot }}}\right)^{\frac {2}{3}}\,{\rm {deg}}\cdot {\rm {an}}^{-1}}.
Historiquement, la première mesure de la précession relativiste d'un pulsar binaire fut réalisée au milieu des années 1970 avec le premier pulsar binaire découvert, PSR B1913+16, dont la période orbitale est de 7 h 45 min 6,9807 s, l'excentricité de 0,617 130 8. La précession observée de 4,226 621 degrés par an permet alors de déduire une masse totale du système de 2,85 masses solaires, soit à une bonne précision près le double de la masse de Chandrasekhar, comme attendue pour deux étoiles à neutrons. L'effet est également observé dans d'autres pulsars binaires comme PSR B1534+12 (1,755 794 degré par an), PSR J1906+0746 (7,57 degrés par an), PSR B2127+11C (4,464 4 degrés par an) et PSR J0737-3039 (16,90 degrés par an). Dans tous les cas, la masse totale du système est de l'ordre de deux fois la masse de Chandrasekhar, soit dans les 2,8 masses solaires.
Il est en principe possible que la précession observée ait d'autres causes, du moins pour partie, que l'effet de relativité générale. Cependant, l'analyse des autres sources possibles de précession (effets de marée, aplatissement des astres) indique que ces effets sont négligeables.

#### Effet Doppler
Une étoile à neutrons vue comme un pulsar se comporte à une excellente approximation comme une horloge dont on observe les pulsations émises à intervalles réguliers. De plus, une horloge située dans le champ gravitationnel d'un astre suffisamment massif est vue comme retardant lentement par rapport à une horloge identique restée sur Terre. Ceci provient du fait que la présence d'un champ gravitationnel affecte l'écoulement du temps. Dans l'hypothèse où une étoile à neutrons est elle-même plongée dans le champ gravitationnel d'un autre astre, l'écoulement du temps y est donc modifié par la présence à proximité de cet autre astre. Si maintenant, l'étoile à neutrons se déplace dans le champ gravitationnel de cet astre, alors cet effet d'écoulement du temps va être modulé du fait de la variation du champ gravitationnel ressenti par l'étoile à neutrons.
Cette dernière contribution s'écrit, en notant Tp le temps « vécu » par l'étoile à neutrons (appelé temps propre) et tp celui d'un observateur loin du champ gravitationnel de l'étoile compagnon :
{\displaystyle T_{\rm {p}}=t_{\rm {p}}-{\frac {GM_{2}}{ac^{2}}}\left(1+{\frac {M_{2}}{M_{1}+M_{2}}}\right)-\gamma \sin E(t)},
M1 étant la masse du pulsar observé, M2 celle de son compagnon (observé ou non), a le demi-grand axe de l'orbite et E l'anomalie excentrique. Le premier terme n'est pas directement observable, n’étant pas distinguable de l'effet de ralentissement du temps existant à la surface de l'étoile à neutrons elle-même. Le second terme est, lui, observable dès que l'orbite est non circulaire. Il vaut :
{\displaystyle \gamma ={\frac {eP_{\rm {b}}}{2\pi }}{\frac {GM_{2}}{ac^{2}}}\left(1+{\frac {M_{2}}{M_{1}+M_{2}}}\right)}.
L'effet est traditionnellement exprimé en remplaçant le demi-grand axe a par sa valeur donnée par la troisième loi de Kepler, soit :
{\displaystyle \gamma =e\left({\frac {P_{\rm {b}}}{2\pi }}\right)^{\frac {1}{3}}T_{\odot }^{\frac {2}{3}}{\frac {M_{2}(M_{1}+2M_{2})}{M_{\odot }^{\frac {2}{3}}(M_{1}+M_{2})^{\frac {4}{3}}}}}.
Cet effet périodique est d'amplitude faible : même pour une orbite serrée (période de 8 heures), l'amplitude est de l'ordre de quelques millièmes de seconde (4,295 ms pour PSR B1913+16, bien aidé par la forte excentricité du système).

#### Effet Shapiro
La différence d'écoulement du temps en fonction du champ gravitationnel affecte aussi le temps de propagation des signaux, ce à quoi s'ajoute un effet supplémentaire dû au fait que les signaux lumineux émis par le pulsar ne se propagent pas en ligne droite quand ils passent au voisinage d'un éventuel compagnon. Ceci affecte l'intervalle de temps entre les différentes pulsations reçues du pulsar et est connu sous le nom d'effet Shapiro, du nom d'Irwin Shapiro, qui en fit la prédiction en 1964 avant sa détection grâce aux sondes Viking posées sur Mars.
Au cours d'une orbite, les temps d'arrivée des signaux sont modulés de la quantité :
{\displaystyle \Delta _{\rm {S}}=2r\ln \left(1-e\cos E-s\left[\sin \omega (\cos E-e)+{\sqrt {1-e^{2}}}\cos \omega \sin E\right]\right)},
où ω est la longitude du périastre, qui est mesuré indépendamment par l'étude de l'orbite. Les quantités r et s sont appelées respectivement paramètre d'amplitude et paramètre de forme.
Ils dépendent des masses par les formules :
{\displaystyle r=T_{\odot }{\frac {M_{2}}{M_{\odot }}}},
{\displaystyle s={\frac {a\sin i}{c}}\left({\frac {P_{\rm {b}}}{2\pi }}\right)^{-{\frac {2}{3}}}T_{\odot }^{-{\frac {1}{3}}}\left({\frac {M_{1}+M_{2}}{M_{\odot }}}\right)^{\frac {2}{3}}{\frac {M_{\odot }}{M_{2}}}}.
Le paramètre s est en général inutile pour contraindre les masses, car il dépend du sinus de l'angle d'inclinaison i qu'il n'est pas possible de déterminer, sauf cas très particulier (par exemple en cas de binaire à éclipses). Par contre le paramètre r donne immédiatement la masse du compagnon de l'étoile à neutrons. L'effet Shapiro reste extrêmement faible. Son amplitude est de l'ordre du temps mis par la lumière pour parcourir une distance de l'ordre du rayon de Schwarzschild de l'étoile, soit quelques microsecondes. Il n'est ainsi pas mis en évidence dans PSR B1913+16, mais l'est dans PSR B1534+12 et PSR J0737-3039, qui incidemment sont tous deux vus quasiment par la tranche (i très proche de 90 degrés, son sinus étant très proche de 1).

#### Rayonnement gravitationnel
Un système de deux corps massifs en orbite l'un avec l'autre va être le siège de l'émission d'ondes gravitationnelles, à l'instar de deux objets possédant une charge électrique qui sont le siège de l'émission de rayonnement électromagnétique, quand ils se trouvent accélérés l'un par rapport à l'autre. Les ondes gravitationnelles, prédites par Albert Einstein dans le cadre de la relativité générale en 1916, n'ont été observées directement qu'en 2015,, mais leur mise en évidence explicite a été réalisée avec des étoiles à neutrons, en l'occurrence au sein du pulsar binaire PSR B1913+16. L'émission d'ondes gravitationnelles provoque une lente usure de l'orbite des deux corps, qui lentement spiralent l'un avec l'autre. En pratique, cette émission se traduit par l'observation d'une baisse de la période orbitale du système.
Un calcul classique permet d'évaluer cette variation selon la formule :
{\displaystyle {\dot {P}}_{\rm {b}}=-{\frac {192\pi }{5}}\left({\frac {2\pi T_{\odot }}{P_{\rm {b}}}}\right)^{\frac {5}{3}}{\frac {1+{\frac {73}{24}}e^{2}+{\frac {37}{96}}e^{4}}{(1-e^{2})^{\frac {7}{2}}}}{\frac {M_{1}M_{2}}{M_{\odot }^{\frac {5}{3}}(M_{1}+M_{2})^{\frac {1}{3}}}}}.
L'effet étant cumulatif au cours du temps, il n'est pas difficile à mettre en évidence pour un pulsar binaire en orbite serrée. Par contre, il est très difficile de distinguer cette usure réelle de l'orbite par une variation apparente de la période orbitale qui, elle, est due à des considérations purement cinématiques. Si le système observé accélère ou décélère par rapport à la Terre, une variation supplémentaire de la période du signal émis (quel qu'il soit) se superpose à sa variation intrinsèque par le simple fait que la distance parcourue par le signal entre l'émission et la réception varie de façon non linéaire. En pratique, cela se produit dans deux cas : soit l'objet est effectivement accéléré, par exemple s'il tombe vers le centre d'un amas globulaire, auquel cas on parle d'accélération séculaire, soit il se déplace en ligne droite suivant un mouvement rectiligne et uniforme, mais suffisamment vite pour que sa distance varie de façon non linéaire. On parle alors d'effet Shklovski. Dans les cas où il est possible de contraindre ces effets, on peut utiliser la formule du rayonnement gravitationnel pour contraindre les masses, comme ce fut le cas pour PSR B1913+16, ce qui valut le prix Nobel de physique aux découvreurs de cet objet, Russell Alan Hulse et Joseph Taylor, qui mirent en évidence son rayonnement gravitationnel. Le pulsar binaire PSR B1534+12 est un exemple de pulsar binaire, dont on observe une usure de la période orbitale, mais dont l'amplitude ne correspond pas à la valeur attendue, les masses étant connues par ailleurs grâce aux autres paramètres post-képlériens. Il est considéré que ce désaccord provient d'une contribution notable de l'effet Shlovski que l'on contraint ici dans le cas de ce pulsar.

#### Récapitulatif
Plus d'une douzaine de couples d'étoiles à neutrons sont connus en 2015, dont six ou sept permettent de déterminer assez précisément les masses des deux astres. Parmi ceux-ci, un seul est un pulsar double, PSR J0737-3039, les autres ne laissant voir qu'un pulsar et un compagnon sombre. La masse déduite du compagnon étant dans la même plage de masse (1,0 à 1,5 masse solaire), il est interprété comme étant une autre étoile à neutrons : il n'est ni assez massif pour être un trou noir, ni assez lumineux pour être une naine blanche.
| Pulsar                     | Masse totale (M⊙) | Masse (M⊙)     |
| -------------------------- | ----------------- | -------------- |
| PSR J0737-3039A            | 2,588(3)          | 1,337(5)       |
| PSR J0737-3039B            | 2,588(3)          | 1,250(5)       |
| PSR J1518+4904             | 2,62(7)           | 1,56+0,13-0,44 |
| PSR J1518+4904 (compagnon) | 2,62(7)           | 1,05-0,11+0,45 |
| PSR B1534+12               | 2,6784            | 1,3332(10)     |
| PSR B1534+12 (compagnon)   | 2,6784            | 1,3452(10)     |
| PSR J1756-2251             | 2,58              | 1,40(3)        |
| PSR J1756-2251 (compagnon) | 2,58              | 1,18(3)        |
| PSR J1811-1736             | 2,57(10)          | < 1,74         |
| PSR J1811-1736 (compagnon) | 2,57(10)          | >0,93          |
| PSR J1829+2456             | 2,5(2)            | < 1,38         |
| PSR J1829+2456 (compagnon) | 2,5(2)            | < 1,30(8)      |
| PSR J1906+0746             | 2,61(2)           |                |
| PSR J1906+0746 (compagnon) | 2,61(2)           |                |
| PSR B1913+16               | 2,8284            | 1,4408(3)      |
| PSR B1913+16 (compagnon)   | 2,8284            | 1,3873(3)      |
| PSR B2127+11C              | 2,712             | 1,349(40)      |
| PSR B2127+11C (compagnon)  | 2,712             | 1,363(40)      |

### Rayon
Il est en principe possible de déterminer le rayon d'une étoile à neutron si l'on observe l'émission thermique en provenance de sa surface. La puissance rayonnée par un objet de rayon R et dont la surface est portée à la température T s'écrit en effet :
{\displaystyle L=4\pi R^{2}\sigma T^{4}},
σ étant la constante de Stefan. Un certain nombre de pulsars sont suffisamment proches pour que leur émission de surface soit, semble-t-il, visible. C'est, entre autres, le cas de PSR J0633+1746 (Geminga), PSR B0833-45 (pulsar de Vela), PSR B1055-52 ou PSR B1706-44. Il est extrêmement difficile d'exploiter ce genre de relations, pour plusieurs raisons :
- il est souvent difficile de connaitre la distance exacte de l'étoile à neutrons. La quantité observée est la densité de flux, qui nécessite de connaître cette distance pour en déduire la luminosité L ;
- quand on déduit malgré tout des observations la luminosité, celle-ci n'est connue que dans une certaine bande de fréquence, correspondant aux rayons X. Pour obtenir la température, plusieurs étapes sont nécessaires, parmi lesquelles, sa compacité, ainsi que la proportion de rayonnement absorbé par le milieu interstellaire ;
- de plus, la composition chimique de l'atmosphère de l'étoile à neutrons est extrêmement difficile sinon impossible à déterminer, du fait de l'absence quasi permanente de raies d'émission. A priori, la surface d'une étoile à neutrons est soit composée d'éléments légers (hydrogène et hélium), soit d'éléments lourds (principalement du fer). Les éléments légers ont une opacité relativement faible, ce qui empêche de pouvoir considérer que la surface de l'étoile à neutrons est à l'équilibre thermique, condition pourtant nécessaire pour pouvoir utiliser la formule ci-dessus. Le problème est cependant nettement moins sérieux pour les atmosphères composées d'éléments lourds.

Finalement, une modélisation complexe est nécessaire pour pouvoir tenter d'extraire le rayon de l'étoile à neutrons, avec un résultat guère efficace. Par exemple, l'hypothèse d'une atmosphère d'éléments lourds ne marche pas du tout pour extraire le rayon des étoiles à neutrons jeunes, ceux-ci s'avérant avec cette modélisation largement trop petits pour être acceptables. C'est le cas de RX J0822.0-4300 (l'étoile à neutrons du rémanent Puppis A), pour lequel on trouve un rayon compris entre 1 et 1,6 kilomètre, le pulsar de Vela (entre 1,7 et 2,5 km), ou PSR B1706-44 (entre 1,9 et 5,8 km). Pour les étoiles à neutrons plus âgées (plus de 100 000 ans), le modèle s'avère plus satisfaisant, avec des résultats autorisant ou en tout cas s'approchant des valeurs de l'ordre de 10 km pour le rayon. C'est le cas de Geminga (entre 2,7 et 8,7 km), PSR B1055-52 (entre 6,5 et 19,5 km), RX J1856.5-3754 (plus de 16 km), ou RX J0720.4-3125 (entre 5 et 15 km). L'incertitude sur la distance est ici extrêmement handicapante : l'incertitude d'un facteur 3 pour la distance de PSR B1055-52 ou RX J0720.4-3125 explique à elle seule l'incertitude finale sur le rayon. Il est donc à l'heure actuelle impossible de faire une analyse suffisamment précise du rayon de l'étoile pour contraindre sa structure interne et notamment la composition du cœur.
À l'inverse, la modélisation des étoiles à neutrons par une atmosphère d'hydrogène permet d'obtenir des valeurs (fort imprécises) plus compatibles avec les valeurs attendues.

### Rapport masse-rayon
Dans l'hypothèse où des atomes (éventuellement fortement ionisés) se trouvent à la surface d'une étoile à neutrons, il est en principe possible d'observer des raies d'émission ou d'absorption venant d'eux, et par suite de mesurer le décalage vers le rouge d'origine gravitationnelle issu de la surface de l'étoile. Celui-ci, noté comme de coutume z, est donné en fonction de la masse M et du rayon R de l'étoile par la formule[réf. nécessaire] :
{\displaystyle 1+z={\frac {1}{\sqrt {1-{\frac {2GM}{Rc^{2}}}}}}},
G et c étant respectivement la constante de Newton et la vitesse de la lumière. L'observation du décalage vers le rouge permet donc d'accéder directement au rapport masse-rayon de l'étoile. Or les observations des pulsars binaires contraignant assez directement la masse à une fourchette relativement étroite aux alentours de 1,35 masse solaire, on est ainsi en mesure d'obtenir le rayon. De plus, le rapport masse-rayon ne dépend guère de la masse de l'étoile, mais surtout de sa densité centrale, qui est elle-même essentiellement déterminée par la nature de la matière qui s'y trouve. Il est ainsi possible de tester directement certains aspects relatifs à l'équation d'état de la matière des étoiles à neutrons et, dans l'idéal, de contraindre les hypothèses relatives aux étoiles étranges ou à quarks, dont le cœur est susceptible d'abriter une forme relativement exotique de matière. La raison à cela est que ces deux formes possibles d'étoiles sont notablement plus compactes qu'une étoile à neutrons ordinaire, aussi une valeur élevée du décalage gravitationnel vers le rouge est-elle un bon moyen d'attester leur existence.
Un exemple en est la binaire X à faible masse EXO 0748-676, découverte par le satellite artificiel EXOSAT. Lors d'une phase d'activité en 2000, il a été possible d'identifier de probables raies d'émission de l'oxygène VIII et du fer XXV et XXVI, c'est-à-dire d'atomes ne possédant plus qu'un seul ou deux électrons, permettant d'associer à l'astre un décalage vers le rouge gravitationnel de 0,35. D'autres détections de décalage vers le rouge ont été effectuées auparavant, mais uniquement sur des astres à très fort champ magnétique, qui lui-même influence la position des raies spectrales (voir Effet Zeeman). L'utilisation de EXO 0748-676, dont le champ magnétique déduit des propriétés du rayonnement X de l'astre est relativement faible, échappe donc à ce type de biais.
La valeur du décalage vers le rouge observé est incompatible avec une étoile à neutrons de masse et d'équation d'état usuelles (1,4 masse solaire et pas d'étoile étrange ou d'étoile à quarks). Si le cœur de l'étoile n'est pas composé de[matière exotique, alors sa masse est comprise, selon les équations d'état envisageables, entre 1,6 et 1,8 masse solaire, alors que si sa masse est bien de 1,4 masse solaire, le décalage vers le rouge pointe assez fortement en faveur d'une étoile à quarks dont le cœur est dit « en phase CFL » (Color-flavor locked). La mesure de la masse de l'étoile à neutrons est ainsi ici indispensable pour discriminer entre ces deux hypothèses.
Ce type de mesure est extrêmement sensible aux détails de la phase d'activité de l'astre. Lors d'une autre phase d'activité en 2003 et malgré un temps d'observation considérable (600 000 secondes, soit près de sept jours) par le télescope spatial XMM-Newton, aucune raie précédemment mise en évidence sur cet astre n'a été revue.